# Courtomer (Sena i Marne)
Courtomer és un municipi francès, situat al departament de Sena i Marne i a la regió d'Illa de França. L'any 2007 tenia 545 habitants.
Forma part del cantó de Nangis, del districte de Provins i de la Comunitat de comunes de Val Briard.

## Demografia

### Població
El 2007 la població de fet de Courtomer era de 545 persones. Hi havia 200 famílies, de les quals 40 eren unipersonals (20 homes vivint sols i 20 dones vivint soles), 52 parelles sense fills, 96 parelles amb fills i 12 famílies monoparentals amb fills.
La població ha evolucionat segons el següent gràfic:
Habitants censats

### Habitatges
El 2007 hi havia 236 habitatges, 204 eren l'habitatge principal de la família, 17 eren segones residències i 15 estaven desocupats. 232 eren cases i 2 eren apartaments. Dels 204 habitatges principals, 194 estaven ocupats pels seus propietaris i 10 estaven llogats i ocupats pels llogaters; 2 tenien una cambra, 8 en tenien dues, 24 en tenien tres, 55 en tenien quatre i 115 en tenien cinc o més. 160 habitatges disposaven pel capbaix d'una plaça de pàrquing. A 69 habitatges hi havia un automòbil i a 128 n'hi havia dos o més.

### Piràmide de població
La piràmide de població per edats i sexe el 2009 era:
| Homes | Edats   | Dones |
| ----- | ------- | ----- |
| 0     | 95 o +  | 0     |
| 0     | 90 a 94 | 0     |
| 0     | 85 a 89 | 4     |
| 4     | 80 a 84 | 0     |
| 8     | 75 a 79 | 12    |
| 8     | 70 a 74 | 12    |
| 8     | 65 a 69 | 4     |
| 8     | 60 a 64 | 0     |
| 12    | 55 a 59 | 8     |
| 24    | 50 a 54 | 24    |
| 40    | 45 a 49 | 32    |
| 0     | 40 a 44 | 16    |
| 40    | 35 a 39 | 20    |
| 20    | 30 a 34 | 20    |
| 20    | 25 a 29 | 20    |
| 20    | 20 a 24 | 16    |
| 4     | 15 a 19 | 16    |
| 16    | 10 a 14 | 8     |
| 28    | 5 a 9   | 24    |
| 24    | 0 a 4   | 28    |

## Economia
El 2007 la població en edat de treballar era de 381 persones, 314 eren actives i 67 eren inactives. De les 314 persones actives 300 estaven ocupades (152 homes i 148 dones) i 14 estaven aturades (5 homes i 9 dones). De les 67 persones inactives 22 estaven jubilades, 26 estaven estudiant i 19 estaven classificades com a «altres inactius».

### Ingressos
El 2009 a Courtomer hi havia 198 unitats fiscals que integraven 543 persones, la mediana anual d'ingressos fiscals per persona era de 25.532 €.

### Activitats econòmiques
Dels 28 establiments que hi havia el 2007, 1 era d'una empresa alimentària, 1 d'una empresa de fabricació de material elèctric, 5 d'empreses de fabricació d'altres productes industrials, 8 d'empreses de construcció, 4 d'empreses de comerç i reparació d'automòbils, 1 d'una empresa de transport, 1 d'una empresa d'informació i comunicació, 3 d'empreses de serveis i 4 d'empreses classificades com a «altres activitats de serveis».
Dels 8 establiments de servei als particulars que hi havia el 2009, 2 eren tallers de reparació d'automòbils i de material agrícola, 1 guixaire pintor, 1 fusteria, 2 electricistes, 1 empresa de construcció i 1 restaurant.
L'únic establiment comercial que hi havia el 2009 era una botiga de menys de 120 m².

## Equipaments sanitaris i escolars
El 2009 hi havia una escola elemental integrada dins d'un grup escolar amb les comunes properes formant una escola dispersa.

## Poblacions més properes
El següent diagrama mostra les poblacions més properes.